# Oficina Central de Estadísticas de Suecia
La Oficina Central de Estadísticas sueca (en sueco: Statistiska centralbyrån, SCB) es la autoridad administrativa encargada de elaborar las estadísticas oficiales en Suecia, con el objetivo de servir en la toma de decisiones, la investigación y el debate. 
Statistiska centralbyrån (SCB) tiene como principales clientes a las administraciones públicas y el gobierno central sueco, aunque también recibe encargos por parte de empresas privadas e investigadores.
Además de producir y dar a conocer los datos estadísticos, la Oficina Central de Estadísticas sueca sirve de organismo coordinador en la elaboración de estadísticas oficiales en el ámbito nacional, y asimismo coopera internacionalmente con otros organismos para mejorar la compatibilidad y calidad de las estadísticas.
A finales de 2008, la Oficina Central de Estadísticas sueca contaba con 1.371 empleados, de los cuales 549 trabajaban en las oficinas de Estocolmo y 676 en la ciudad de Örebro.
Las estadísticas en Suecia datan de 1686 cuando la Iglesia de Suecia comenzó a elaborar y archivar datos sobre la población. SCB se creó en 1749 con el nombre de Tabellverket y adoptó su nombre actual en 1858.

## Estadísticas oficiales en Suecia
En Suecia se distingue entre "estadísticas oficiales" y "otras estadísticas públicas" en la Ley Oficial de Estadísticas, que describe "estadísticas oficiales" como aquellas que se elaboran con el propósito de información pública, planificación e investigación dentro de áreas específicas designadas por autoridades públicas según las disposiciones establecidas por el Gobierno. Las estadísticas oficiales deben ser objetivas y estar disponibles públicamente de manera gratuita. Además, no deberán atentar contra la privacidad de los individuos.